# Bernhard Brandl
Bernhard R. Brandl (1965) is een Duitse sterrenkundige.

## Levensloop
Brandl promoveerde in 1996 aan het Max Planck Instituut für Extraterrestrische Physik in Garching bei München. Daarna vertrok hij naar Amerika voor twee postdocs aan de Cornell University. In 2003 kwam hij naar Nederland, waar hij als universitair hoofddocent zijn onderzoek voortzette aan de Sterrewacht Leiden.
Sinds mei 2015 is hij hoogleraar infrarood-astronomie aan de Universiteit Leiden. Tevens is hij sinds augustus 2015 deeltijd-hoogleraar aan de Technische Universiteit Delft. Hij onderzoekt starburststelsels en instrumentatie, waaronder infrarood spectroscopie en adaptieve optiek.
Hij is hoofdonderzoeker voor het METIS-instrument, voor de toekomstige telescoop European Extremely Large Telescope (E-ELT). Tevens is hij mede-hoofdonderzoeker van MIRI, een instrument voor de James Webb ruimtetelescoop. Daarnaast maakt hij teamlid van het project KINGFISH.